# Конвенция ООН по морскому праву
Конве́нция Организа́ции Объединённых На́ций по морско́му пра́ву (англ. United Nations Convention in the Law of the Sea, UNCLOS) или Морска́я конве́нция — международное соглашение, в котором определена терминология и порядок совместного и суверенного использования морских территорий. Действующая в настоящий момент редакция Конвенции является результатом работы третьей конференции по морскому праву (UNCLOS III), проводившейся в 1976—1982 годах, и подписана в ямайском городе Монтего-Бэй 10 декабря 1982 года. Эта Конвенция заменила действовавшую с 1958 года конвенцию об открытом море. Вступившая в силу 16 ноября 1994 года, Конвенция содержит 320 статей и 9 приложений, и по состоянию на июнь 2016 года, конвенцию подписали и ратифицировали 168 стран и Европейский союз.

## История вопроса
Действовавшая с XVII века доктрина свободы морей предполагала большую часть Мирового океана свободной от чьей-то юрисдикции (принцип mare liberum, провозглашенный Гуго Гроцием). Прибрежные государства имели стандартную граничную полосу, пересечение которой требовало таможенного осмотра судов. Этот 3-мильный предел возник в соответствии с правилом «пушечного выстрела», разработанным голландским юристом Корнелиусом ван Бюнкершуком. Однако с развитием кораблестроения, увеличились скорости судов и кораблей, так что требовалось поддерживать таможенный контроль за пределами 3-мильной (5.6 км) зоны, а начавшаяся в XX веке активная эксплуатация шельфа, вместе с исчерпанием рыбных ресурсов и загрязнением моря, определила контроль и за более удалёнными от побережья участками океана.
К 1967 году только 25 стран все еще использовали старую 3-мильную границу, то время как 66 стран установили 12-мильную границу (22 км) и восемь из них установили 200-мильные ограничения (370 км); а по состоянию на 28 мая 2008 года лишь две страны по-прежнему использовали ограничение в 3 мили: Иордания и Палау. Этот предел использовался на некоторых австралийских островах, в районе Белиза, некоторых японских проливах, отдельных районах Папуа-Новой Гвинеи, и некоторых заморских территориях Великобритании, таких как Гибралтар.

### UNCLOS I
| Претензия на широту   | Количество государств |
| --------------------- | --------------------- |
| ограничение в 3 мили  | 26                    |
| ограничение в 4 мили  | 3                     |
| ограничение в 5 миль  | 1                     |
| ограничение в 6 миль  | 16                    |
| ограничение в 9 миль  | 1                     |
| ограничение в 10 миль | 2                     |
| ограничение в 12 миль | 34                    |
| Более 12 миль         | 9                     |
| Не указано            | 11                    |

В 1958 году Организация Объединённых Наций провела свою первую Конференцию по морскому праву (UNCLOS I) в Женеве. В результате UNCLOS I в 1958 году были заключены четыре договора:
- Конвенция о территориальном море и прилежащей зоне, вступила в силу 10 сентября 1964 года
- Конвенция о континентальном шельфе, вступила в силу 10 июня 1964 года
- Конвенция об открытом море, вступила в силу 30 сентября 1962 года
- Конвенция о рыболовстве и сохранении живых ресурсов открытого моря, вступила в силу 20 марта 1966 года

Хотя Конвенция ООН по морскому праву I была признана успешной, она оставила открытым важный вопрос о ширине территориальных вод.

### UNCLOS II
В 1960 году Организация Объединенных Наций провела вторую Конференцию по морскому праву (UNCLOS II); однако шестинедельная Женевская конференция не привела к заключению каких-либо новых соглашений. В целом, развивающиеся страны и страны третьего мира участвовали в ней только как клиенты, союзники или зависимые от Соединенных Штатов или Советского Союза государства, не имея собственного значимого голоса.

### UNCLOS III
Вопрос о различных претензиях на территориальные воды был поднят в ООН в 1967 году Арвидом Пардо с Мальты, а в 1973 году Третья Конференция Организации Объединенных Наций по морскому праву собралась в Нью-Йорке. В попытке снизить вероятность доминирования групп национальных государств на переговорах конференция использовала процесс достижения консенсуса, а не голосование большинством голосов. В конференции приняли участие более 160 стран, и она продолжалась до 1982 года. В результате конвенция вступила в силу 16 ноября 1994 года, через год после того, как 60-е государство, Гайана, ратифицировало договор.
Конвенция ввела ряд положений. Наиболее важными вопросами, которые она затрагивала, были установление границ, судоходство, статус архипелагов и режимы транзита, исключительные экономические зоны (ИЭЗ), юрисдикция в отношении континентального шельфа, добыча полезных ископаемых на морском дне, режим эксплуатации, защита морской среды, научные исследования и урегулирование споров.
Конвенция устанавливает границы различных зон, измеряемых от тщательно определённой базовой линии. (Обычно базовая линия моря проходит по линии отлива, но если береговая линия сильно изрезана, имеет окаймляющие острова или крайне нестабильна, могут использоваться прямые базовые линии.).
Помимо положений, определяющих границы океанов, конвенция устанавливает общие обязательства по защите морской среды и свободе научных исследований в открытом море, а также создаёт инновационный правовой режим для контроля за добычей полезных ископаемых в глубоководных районах за пределами национальной юрисдикции посредством Международного органа по морскому дну и принципа общего наследия человечества.
Конвенция также учредила Международный трибунал по морскому праву в Гамбурге.
Государства, не имеющие выхода к морю, получают право на доступ к морю и выход из него без налогообложения транзитных перевозок.

## Территориальное разделение

Морские зоны в соответствии с Конвенцией

Конвенция устанавливает следующее разделение морского пространства:

### Внутренние воды
Внутренними водами является часть моря, расположенная между побережьем и исходной линией.
Соответственно режим внутренних морских вод определяется государством. Вместе с тем сложились определённые стандарты этого режима, которых придерживаются государства. Режим внутренних морских вод России определён Федеральным законом от 31 июля 1998 г. № 155-ФЗ «О внутренних морских водах, территориальном море и прилежащей зоне Российской Федерации» (далее — Закон о морских водах). В Законе подчёркивается, что устанавливаемый им правовой режим соответствует общепризнанным принципам и нормам международного права и международным договорам РФ. К внутренним морским водам относятся воды портов, бухт и заливов.

### Территориальное море
Территориальное море — это часть моря, шириной в 12 морских миль (22,2 километра), отсчитываемая от линии наибольшего отлива или от исходной линии.
Россия, как и большинство государств, установила ширину территориального моря в 12 миль. Территориальное море, его дно и недра, а также расположенное над ним воздушное пространство находятся под суверенитетом прибрежного государства. Вместе с тем признается право мирного прохода иностранных судов через территориальное море. Это является компромиссом между суверенитетом государства и интересами международного судоходства.
Проход считается мирным, если не нарушаются мир, добрый порядок и безопасность прибрежного государства. Проход должен быть непрерывным и быстрым. Во время прохода судна соблюдают установленные в соответствии с международным правом правила прибрежного государства.
Особый режим предусмотрен для плавания по трассам Северного морского пути, который рассматривается как исторически сложившаяся единая национальная транспортная коммуникация РФ. Плавание осуществляется в соответствии со специальными правилами, устанавливаемыми Россией согласно статье 234 Конвенции.

### Прилежащая зона
Прилежащая зона — это часть моря, шириной в 12 морских миль (22,2 километра), отсчитываемая от границы территориальных вод (или 24 мили, если отсчитывать от исходных линий).
В этой зоне прибрежное государство обладает правом осуществлять контроль в целях предотвращения нарушений таможенных, фискальных, иммиграционных или санитарных норм в пределах его территории или территориального моря или применять наказания за такие нарушения. Соответственно говорят о таможенной, фискальной, иммиграционной и санитарной зонах.
Быстроходность современных судов не дает возможности обеспечить за ними контроль в пределах территориальных вод. Поэтому прибрежному государству предоставлено право осуществлять специализированный контроль в определённом пространстве за пределами территориального моря. Это один из случаев, когда международное право расширяет юрисдикцию государства за пределы его территории во имя обеспечения его законных интересов.

### Исключительная экономическая зона
Исключительная экономическая зона — часть моря, шириной в 200 морских миль (370,4 километра), отсчитываемая от линии наибольшего отлива или от исходной линии.
Исключительная экономическая зона включает воды, морское дно и его недра. Ширина зоны не может превышать 200 морских миль, отсчитываемых от тех же исходных линий, от которых отмеряется ширина территориального моря. Более 100 государств определили свои зоны шириной в 200 миль.
Исключительная экономическая зона является частью моря, в которой прибрежное государство осуществляет определённые международным правом суверенные права. Они включают права на:
а) разведку, разработку и сохранение природных ресурсов, как живых, так и неживых;
б) управление этими ресурсами;
в) другие виды деятельности по использованию зоны в экономических целях, например производство энергии путём использования воды, течений, ветра.
Прибрежное государство осуществляет в зоне юрисдикцию в отношении:
а) создания и использования искусственных островов, установок и сооружений;
б) морских научных исследований;
в) защиты и сохранения морской среды.
Вместе с тем исключительная экономическая зона не является частью открытого моря. Другие государства обязаны уважать нормы, установленные прибрежным государством в рамках их юрисдикции. Из сказанного, в частности, следует, что уголовная юрисдикция прибрежного государства ограничена перечисленными сферами (п. п. «а», «б», «в»). Оно может проводить досмотр, инспекцию, арест, судебное разбирательство. Однако арестованное судно и его экипаж подлежат немедленному освобождению после внесения залога или иного обеспечения. В случае ареста или задержания иностранного судна прибрежное государство немедленно уведомляет государство судна о принятых мерах. Налагаемые наказания не могут включать тюремное заключение или иную форму личного наказания. Иные положения могут быть установлены межгосударственным договором. Такой договор имеется, например, у России с Японией. Российская сторона в случае задержания японского судна, занимающегося незаконным ловом рыбы, передает его японским властям, которые обязаны провести судебное и административное разбирательство.
Прибрежное государство обладает исключительной юрисдикцией в отношении искусственных островов, установок и сооружений, включая таможенную, фискальную, санитарную, иммиграционную сферы, а также вопросы безопасности.
Статус исключительной экономической зоны России определён Федеральным законом от 17 декабря 1998 г. N 191-ФЗ «Об исключительной экономической зоне Российской Федерации» (далее — Закон об исключительной экономической зоне) в соответствии с международным правом. Но в ст. 1 юридически оправданный порядок нарушен: на первое место поставлен сам Закон, за ним следуют договоры и на последнем месте международное право. Между тем общепризнанным нормам международного права принадлежит главная роль в императивном определении основ режима исключительной экономической зоны. От этих основ не должны отступать ни законы, ни договоры.
В целом Закон об исключительной экономической зоне воспроизводит положения Конвенции по морскому праву 1982 г. За иностранными государствами признаются все права, предусмотренные международным правом. Осуществляться они должны при соблюдении этого Закона и договоров России. Закон об исключительной экономической зоне определил компетенцию федеральных органов власти в зоне. Специальные главы посвящены рациональному использованию и сохранению живых ресурсов, разведке и разработке неживых ресурсов, научным исследованиям, защите морской среды, экономическим отношениям при пользовании живыми и неживыми ресурсами.
Закон об исключительной экономической зоне определил порядок обеспечения выполнения его положений (гл. VII). Органами охраны зоны являются пограничная служба, федеральные органы исполнительной власти по охране окружающей среды, таможенные власти. Должностные лица этих органов вправе останавливать и осматривать российские и иностранные суда, осматривать искусственные острова, установки и сооружения, связанные с экономической деятельностью в зоне.
Уголовная юрисдикция в общем определена в рамках Конвенции по морскому праву 1982 г. Заметим, что ограниченность уголовной юрисдикции в экономической зоне не учтена Уголовным кодексом РФ, который предусматривает полное распространение своего действия на исключительную экономическую зону (ч. 2 ст. 11). Соответствующее положение УК РФ должно толковаться ограничительно в соответствии с Конвенцией о морском праве и Законом об исключительной экономической зоне.
Применять оружие против нарушителей этого Закона и международных договоров РФ можно только в целях отражения нападения и прекращения сопротивления в случае, если жизнь должностных лиц органов охраны подвергается непосредственной опасности. Применению оружия должно предшествовать ясно выраженное предупреждение о намерении его применить и предупредительный выстрел вверх.
«Споры между гражданами, юридическими лицами, гражданами и юридическими лицами» разрешаются в судебном порядке судами РФ (п. 1 ст. 41). Формулировка не отличается четкостью. Мы имеем дело с характерным для наших юристов юридически некорректным употреблением термина «граждане» вместо термина «физические лица». Сразу же возникают вопросы. О гражданах какого государства идет речь? Относится ли это и к лицам без гражданства? Понимать приведённое положение следует так: «споры, все стороны в которых являются физическими и юридическими лицами, российскими и иностранными», разрешаются судами РФ.
Споры между Россией и иностранными государствами разрешаются в соответствии с международным правом (п. 2 ст. 41). Закон об исключительной экономической зоне не содержит положения о решении споров между физическими или юридическими лицами, с одной стороны, и Российской Федерацией, её органами — с другой. Думается, что следует руководствоваться ст. 124 ГК РФ, согласно которой Федерация, её субъекты, муниципальные образования «выступают в отношениях, регулируемых гражданским законодательством, на равных началах с иными участниками этих отношений — гражданами и юридическими лицами». Следовательно, к спорам с их участием применяется п. 1 ст. 41 Закона об исключительной экономической зоне.
Исключительная экономическая зона является новым институтом, отражающим особенности современного морского права. Инициатива в её установлении была проявлена развивающимися странами, опасавшимися расхищения прилегающих к их берегам ресурсов морскими державами. Теперь эти ресурсы могут эксплуатироваться только по соглашению с прибрежным государством, предусматривающему выплату соответствующей компенсации прибрежному государству.

### Континентальный шельф
Континентальным шельфом является естественное продолжение сухопутной территории до внешней границы подводной окраины материка или до 200 миль, если границы подводной окраины материка не достигают этого предела. При этом граница континентального шельфа в пределах 200 морских миль от исходных линий, от которых отмеряется ширина территориального моря, существует в силу неотъемлемого права прибрежного государства, и от него не требуется специального заявления или обоснования для её подтверждения, тогда как если государство — участник Конвенции по морскому праву намерено провести границу континентального шельфа по внешней границе подводной окраины материка, которая находится далее 200 морских миль, то для этого применяются специальные методы и процедура, определённые в Конвенции, и задействуется международный орган, созданный для этой цели — Комиссия по границам континентального шельфа. Показательным здесь является прецедент с Хребтом Ломоносова.
Последнее положение служит компенсацией тем странам, у которых подводная окраина материка находится недостаточно далеко от берега. При всех условиях границы континентального шельфа не должны находиться далее 350 морских миль от берега. Шельф включает дно и недра.
Согласно Конвенции по морскому праву прибрежное государство осуществляет над континентальным шельфом суверенные права в отношении разведки и разработки природных ресурсов. Последние включают минеральные ресурсы дна и его недр, а также живые организмы, относящиеся к «сидячим видам». Думается, что формула «суверенные права», как и в случае с исключительной экономической зоной, является данью странам, претендовавшим на полный суверенитет в отношении этих пространств. На самом деле речь идет о специализированной юрисдикции, ограниченной международным правом.
В частности, права прибрежного государства не затрагивают правового статуса покрывающих его вод и воздушного пространства над ними. Осуществление этих прав не должно чинить препятствий судоходству. Все государства могут прокладывать трубопроводы и кабели на шельфе.
Разграничение шельфа между смежными государствами производится на основе международного права. Начиная с решения 1969 г. по делам о континентальном шельфе Северного моря «ФРГ — Дания», «ФРГ — Нидерланды», Международный Суд ООН рассмотрел ряд дел такого рода. В основу решений было положено правило равного отстояния, так как шельф делился посредине. Вместе с тем Международный суд отметил, что в силу географических особенностей применение этого правила может вести к несправедливым результатам. «Справедливость не всегда означает равенство». Указанное правило должно применяться с учетом принципов справедливости .

### Архипелажные воды
Архипелажными водами называются воды, ограниченные архипелажными исходными линиями, проведенными через наиболее выступающие в море точки наиболее отдаленных островов, составляющих единое географическое и политическое целое и подпадающие под суверенитет какого-либо одного островного государства (государства-архипелага).
Конвенция предусматривает, что длина архипелажных прямых исходных линий не должна превышать 100 морских миль (до 3 % их общего числа — 125 морских миль) и в пределы таких исходных линий должны включаться главные острова архипелага, причем соотношение площадей водной поверхности и суши должно составлять от 1:1 до 9:1 (ст.47 Конвенции). Территориальные воды, прилежащая зона и исключительная экономическая зона островного (архипелажного) государства отсчитываются от вышеупомянутых архипелажных исходных линий.
Суда всех государств пользуются правом мирного прохода через архипелажные воды, аналогичным праву мирного прохода через территориальное море, и, кроме того, правом архипелажного прохода через устанавливаемые для этой цели государством-архипелагом в архипелажных водах морские коридоры. Летательные аппараты всех государств пользуются правом пролёта по воздушным коридорам, устанавливаемым над такими морскими коридорами. Если государство-архипелаг не устанавливает архипелажных коридоров, право архипелажного прохода осуществляется по путям, обычно используемым для международного судоходства (ст.53 Конвенции).

### Открытое море
Открытым морем называется морское пространство, расположенное за пределами территориальных, архипелажных и внутренних вод и исключительных экономических зон какого-либо государства и находящееся в свободном и равноправном пользовании всех государств в соответствии с принципами и нормами международного права.

### Международный район морского дна
Правовой статус международного района морского дна (далее — «Район») и режим использования его ресурсов закреплен в Части XI Конвенции ООН по морскому праву 1982 года.
Согласно статье 136 Район и его ресурсы являются общим наследием человечества. Государства не вправе претендовать на суверенитет и суверенные права и осуществлять их в отношении какой-либо части Района или его ресурсов.
Конвенция предусматривает создание Международного органа по морскому дну (МОМД), который действует от имени всего человечества. Согласно Конвенции деятельность в Районе осуществляется на благо всего человечества, а МОМД обеспечивает справедливое распределение финансовых и иных экономических выгод с помощью соответствующих механизмов (ст. 140).
Конвенция предусматривает, что разведка и разработка ресурсов Района возможна как отдельными государствами, так и Предприятием, осуществляющим эту деятельность по поручению Международного органа по морскому дну. Кроме отдельных государств, действующих в ассоциации с МОМД, право осуществлять разведку и разработку предоставляется и государственным предприятиям участников Конвенции, а также физическим и юридическим лицам под их юрисдикцией и контролем, за которых поручились участники Конвенции. Согласно предусмотренному Конвенцией механизму, разведка и разработка ресурсов Района осуществляется на основании утверждённого МОМД плана работ (контракта).
В 1994 году резолюцией Генеральной Ассамблеи ООН было утверждено Соглашение об осуществлении Части XI Конвенции Организации Объединенных Наций по морскому праву, составляющее единое целое с Конвенцией и изменяющее положения некоторых статей Части XI в отношениях между его участниками. Не отступая от принципа, согласно которому ресурсы Района являются общим наследием человечества, Соглашение предусматривало при этом, что освоение ресурсов Района осуществляется в соответствии с разумными коммерческими принципами (Раздел 6 Приложения к Соглашению).

## Стороны

ратифицирована
подписана, но не ратифицирована
не подписана

Конвенция была открыта для подписания 10 декабря 1982 года и вступила в силу 16 ноября 1994 года после сдачи на хранение 60-й ратификационной грамоты. Конвенцию ратифицировали 170 сторон, в том числе 166 государств — членов ООН, 1 государство-наблюдатель при ООН (Палестина), два государства, не являющиеся членами ООН (Острова Кука и Ниуэ), и Европейский союз.

### Роль
Значение Конвенции ООН по морскому праву заключается в том, что она систематизирует и кодифицирует стандарты и принципы международного морского права, которые основаны на многовековом морском опыте и в значительной степени отражены в Уставе Организации Объединенных Наций и действующих нормах международного морского права, таких как Женевские конвенции 1958 года. Значительная часть этих требований была дополнительно усилена и расширена.